# Religia palajska
Religia palajska – politeistyczna znana głównie z tekstów Hetytów, którzy przejęli ją do własnego systemu wierzeń.
Opierała się na wierzeniach hattyckich. Głównymi bóstwami były: Ziparwa (prawdopodobnie bóg urodzaju i burzy), jego małżonka Katahziwuri utożsamiana z luwijską Kamrusepą i bóg słońca Tijaz.